# Kristi kyrka (Whitmeriterna)
Kristi kyrka (the Church of Christ) var en av flera samfund inom Sista Dagars Heliga-rörelsen, som hävdade att man var den sanna arvtagaren till den kyrka med samma namn, som Joseph Smith grundat 1830.
För att skilja den från andra konkurrerande mormongrupper har man ofta kallat dess angängare för whitmeriter, efter dess grundare David Whitmer, en av de tre påstådda vittnena till de guldplåtar som Mormons Bok skulle ha varit skriven på.

## Historia
William E McLellin var en av de medlemmar som stödde Sidney Rigdons ledaranspråk under successionskrisen efter Joseph Smiths död 1844. Den 6 april 1845 var McLellin med och organiserade en Kristi kyrka med Rigdon som president. Själv valdes han in i de tolv apostlarnas kvorum.
1847 mindes McLellin dock plötsligt hur Joseph Smith hade utpekat David Whitmer som sin efterträdare. McLellin lämnade därför Rigdons kyrka och uppmuntrade istället Whitmer att grunda ytterligare en Kristi kyrka. Whitmer accepterade och samlade andra bakom sina anspråk, däribland föregångare inom kyrkan som Oliver Cowdery, Martin Harris, Hiram Page och John Whitmer. Man publicerade en tidskrift i Kirtland, kallad The Ensign of Liberty Whitmer anslöt sig dock aldrig till församlingen i Kirtland och hans kyrka upplöstes.
På 1870-talet dök dock David Whitmer upp igen och återuppväckte sin Kristi kyrka.
1887 lät han utge boken Address to All Believers in Christ.
Året därpå avled han.

## Efter Whitmers död
Efter David Whitmers död fortsatte dennes Kristi kyrka att verka ännu en tid.
Man började 1889 utge tidskriften The Return, fr o m år 1900 kallad The Messenger of Truth.
Kyrkan tryckte även sina egna utgåvor av Mormons bok (under namnet The Nephite Record) och Läran och Förbunden.
1925 hade de flesta kvarvarande whitmeriterna anslutit sig till en annan mormonkyrka, också kallad Kristi kyrka, Church of Christ (Temple Lot).